# Мехти Кули-хан
Мехти Кули-хан (азерб. Mehdiqulu xan Dəvəli-Qacar) — хан Эриванского ханства (1805—1806). Происходил из ветви Гованлы племени Каджаров.

## История
В июне 1805 года он был назначен ханом Эриванского ханства. Новый правитель происходил из Каджаров и приходился родственником Фетх-Али шаху и был одним из его любимых полководцев. При нём сельское хозяйство ханства было разрушено в результате войны, и местное население было не в состоянии выполнять тяжелые требования хана. Сбор Мехти Кули-ханом дополнительных налогов вызвал недовольство ереванцев. Сам шах был недоволен политикой Мехти Кули-хана в Ереване, потому-что своей политикой он вызывал симпатию народа к российской армии. С другой стороны, неудачная борьба с российскими войсками полностью дискредитировала Мехти-Кули хана.
23 июля 1806 года Фетх-Али шах, разгневанный поражением армии Мехти Кули-хана в сражении с российской армией в Шарурском магале (нынешняя Ширакская область Армении) был вынужден принять решительные меры. В начале августа Мехти Кули-хан был отозван из Еревана. Таким образом, Мехти Кули-хан, находившийся у власти в Эриванском ханстве 1 год и 1 месяц, вернулся в Тегеран. Он был отстранён от власти и заменён другим родственником шаха — Ахмед-ханом Мукаддамом, бейлербеем Тебриза и Хоя.
Новый хан сначала отправил своего сына в Ереван с войском в 1000 человек. Однако Мехти Кули-хан не хотел пропустить его в Ереван. Услышав эту новость, Ахмед-хан в начале августа двинулся из Тебриза в Ереван с 500 всадниками и 4 пушками. Мехти Кули-хану ничего не оставалось, как подчиниться приказу шаха. Таким образом, в августе 1806 года Ахмед-хан приступил к управлению Эриванском ханством.